# Ödemiş
Ödemiş – miasto w Turcji w prowincji İzmir.
Według danych na rok 2000 miasto zamieszkiwało 71 219 osób.